# Cupriavidus laharis
Cupriavidus laharis es una bacteria gramnegativa, oxidasa y catalasa positiva, oxidante de hidrógeno, aeróbica, no formadora de esporas, con flagelos peritrichas del género Cupriavidus de la familia Burkholderiaceae qué fue aislada de depósitos de lodo volcánico en el monte Pinatubo en las Filipinas. Las colonias de Cupriavidus laharis son opacas y blancas.